# Faculté d’aménagement, d’architecture, d’art et de design de l'Université Laval
La Faculté d'aménagement, d'architecture et des arts visuels est l'une des 17 facultés de l'Université Laval, située à Québec.

## Description
La faculté d’aménagement, d’architecture, des arts visuels comprend quatre écoles distinctes : L'École de design, l'École d'art, l'École d'architecture (EAUL) et l'École supérieure d’aménagement du territoire et de développement régional (ÉSAD).   
L'École de design et l'École d'art sont situées dans l'édifice de La Fabrique, au cœur du quartier Saint-Roch, où  elles partagent leurs bureaux avec la Ville de Québec. L'École d'architecture est située dans un édifice du Séminaire de Québec dans le Vieux-Québec. L'École supérieure d’aménagement du territoire et de développement régional est située au pavillon Félix-Antoine-Savard au campus principal.   
La faculté comprend le centre de recherche en aménagement et développement (CRAD) ainsi que trois chaires de recherche :  la chaire de recherche industrielle CRSNG Gestion et surveillance de la qualité de l’eau potable, la chaire de leadership en enseignement (CLE) en développement régional et économique et la chaire UNESCO pour la conception et la construction d’écoles solidaires et durables.   

## Histoire
Le 30 juin 1964, l’École d’architecture de Québec, fondée le 14 décembre 1959, est intégrée à l’Université Laval.  Établie au pavillon Adrien-Pouliot puis au pavillon Jean-Charles-Bonenfant, l’École s’installe au Vieux-Séminaire de Québec en 1988.  Le 17 juin 1992, l’École prend le nom de Faculté d’architecture et d’aménagement à l’occasion de la création du département d’aménagement (maintenant l’École supérieure d’aménagement du territoire et de développement régional). 
Le premier septembre 1970, l’École des arts visuels prend la relève l’École des beaux-arts de Québec. Elle est alors rattachée à la Faculté des arts et est établie sur le campus principal de l’Université.  C’est en 1994 que l’École s’installe dans l’Édifice de la Fabrique et en décembre 2015 qu’elle change de nom pour l’École d’art. 
Le 17 juin 1992, l’École des arts visuels s’intègre à la Faculté d’architecture et d’aménagement et devient la Faculté d’aménagement, d’architecture et des arts visuels. À la suite de la création de l’École de design en mai 2012, le nom devient Faculté d’aménagement, d’architecture, d’art et de design. 

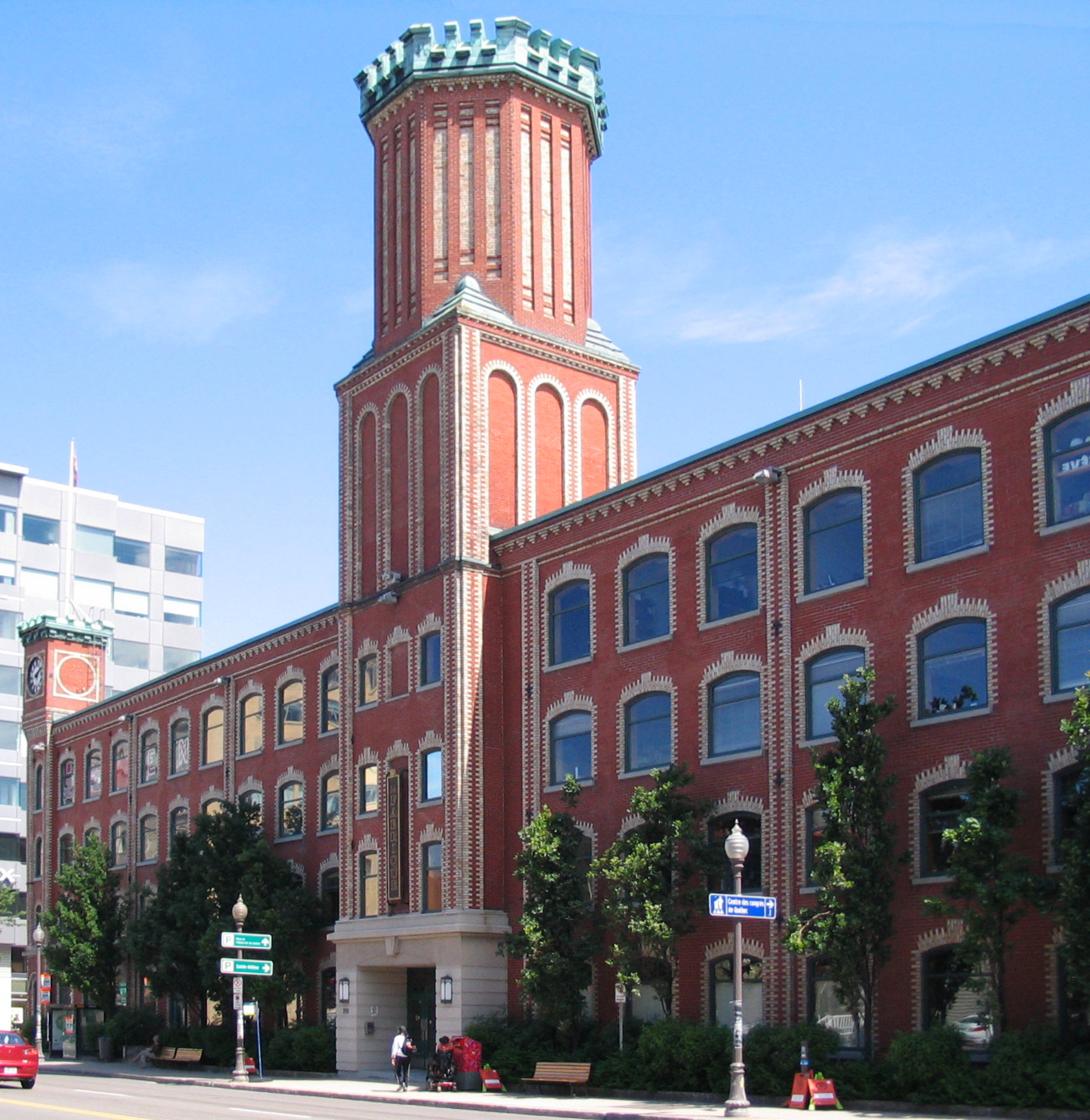
Édifice de la Fabrique
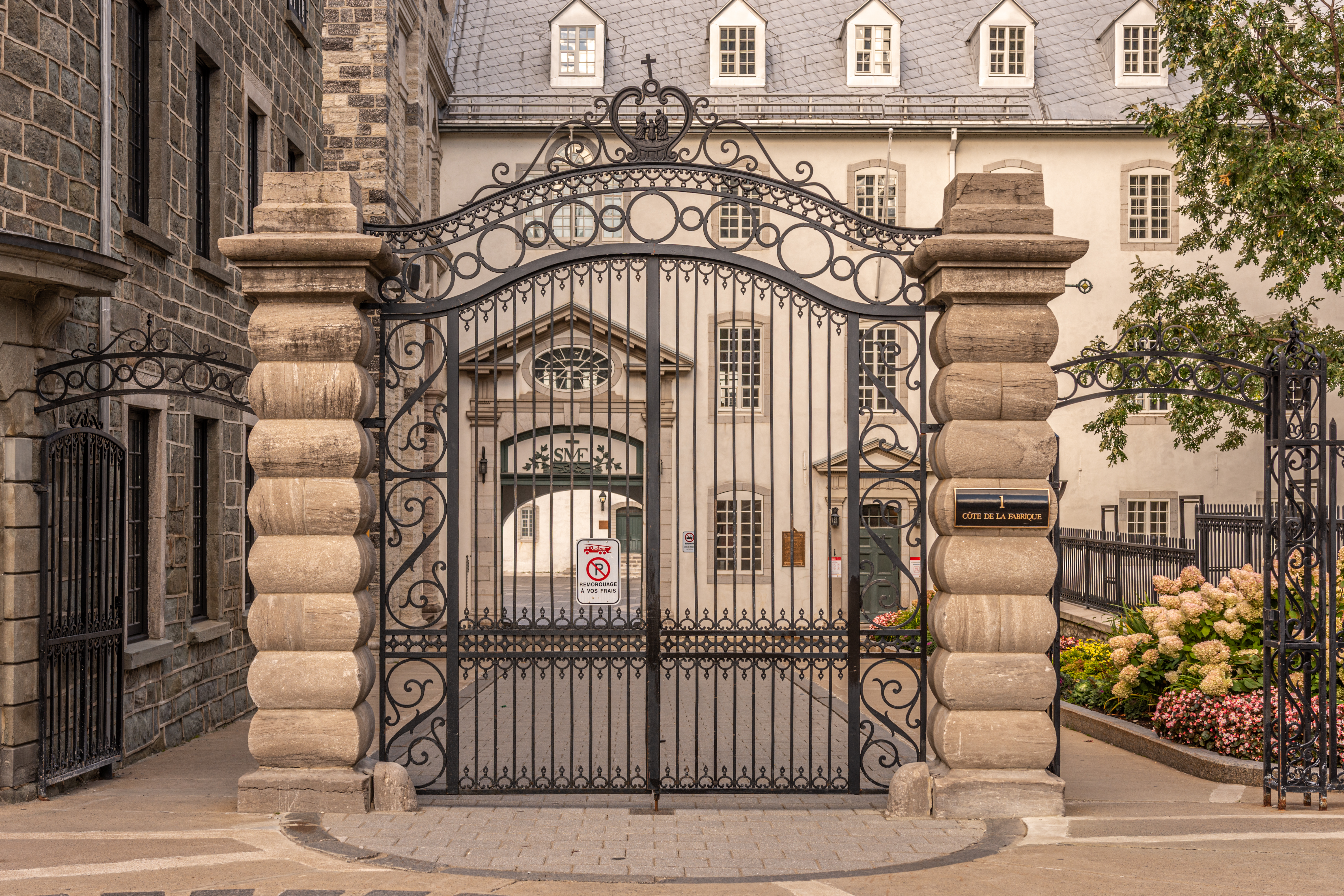
L'École d'architecture
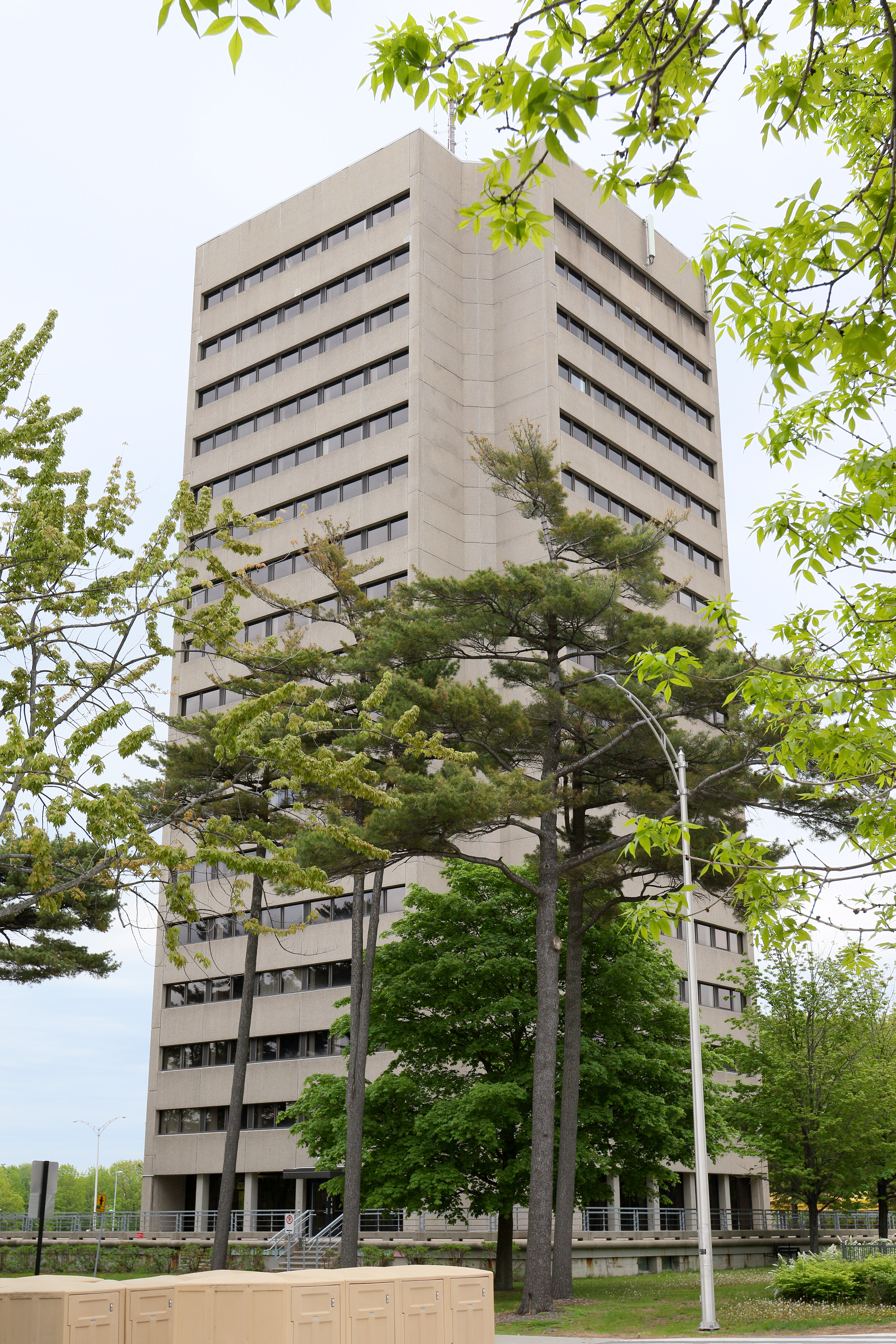
Le pavillon Félix-Antoine-Savard